# Sint-Wedendrakerk (March)

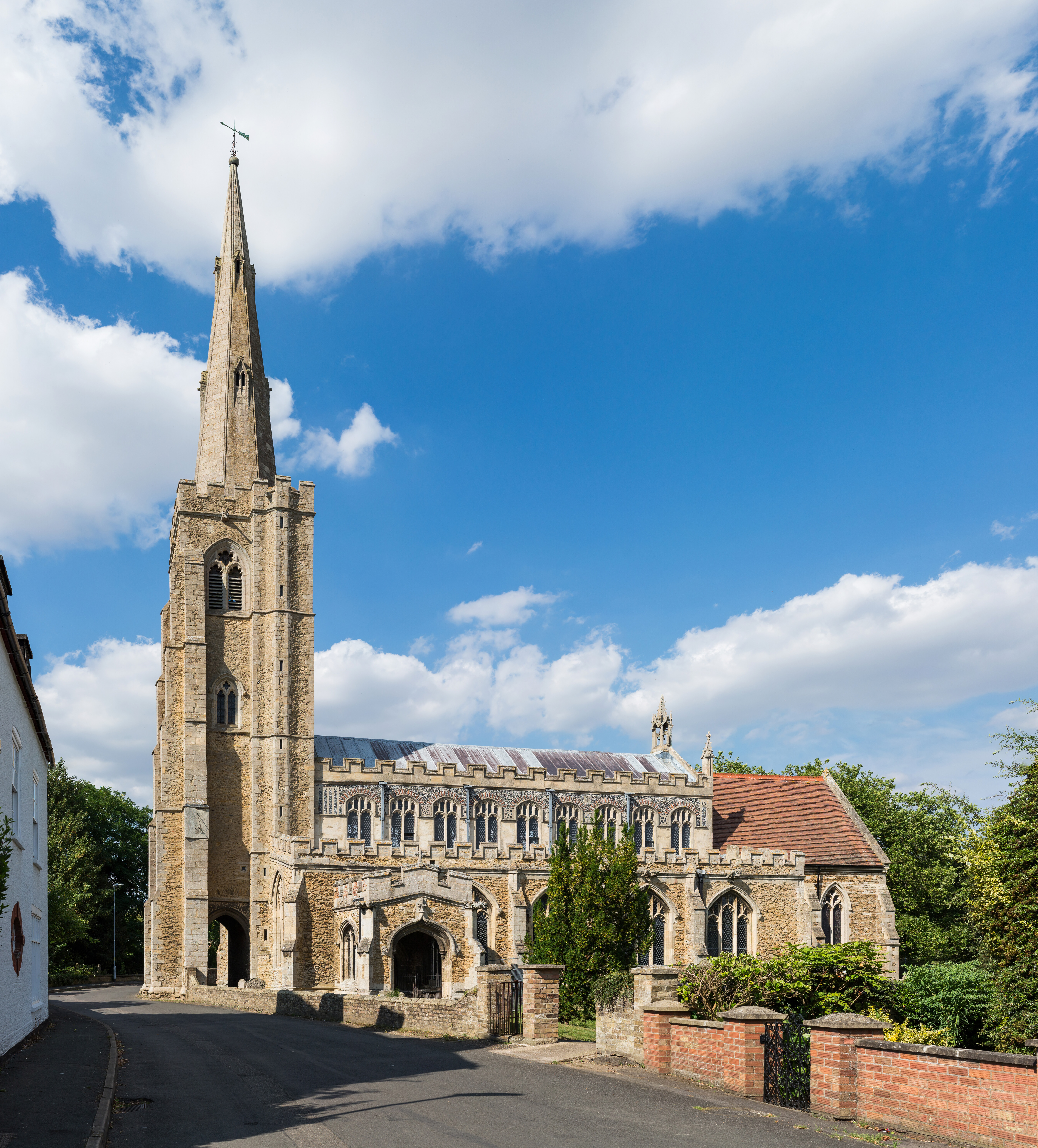
Zijaanzicht

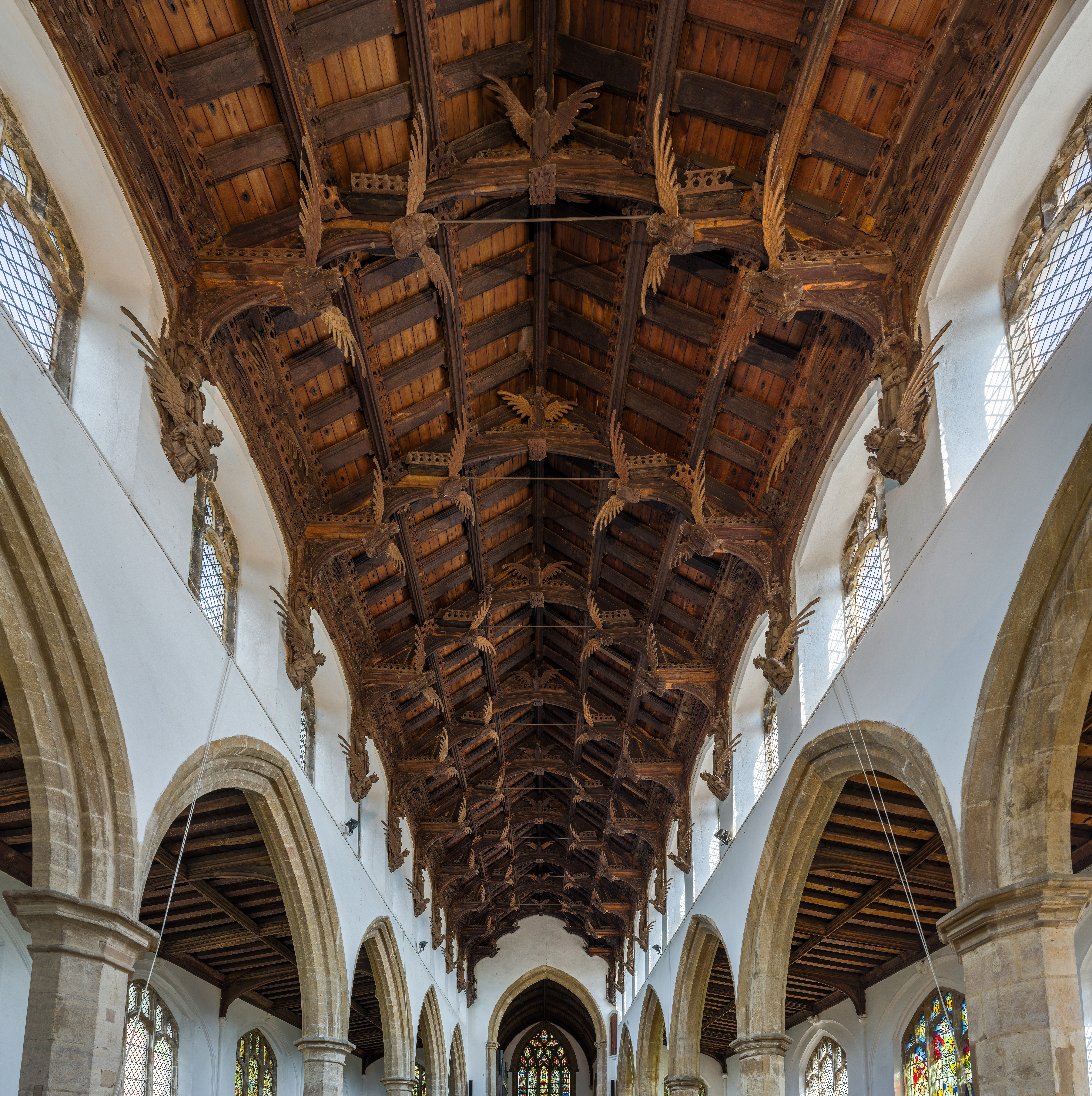
Engelendak

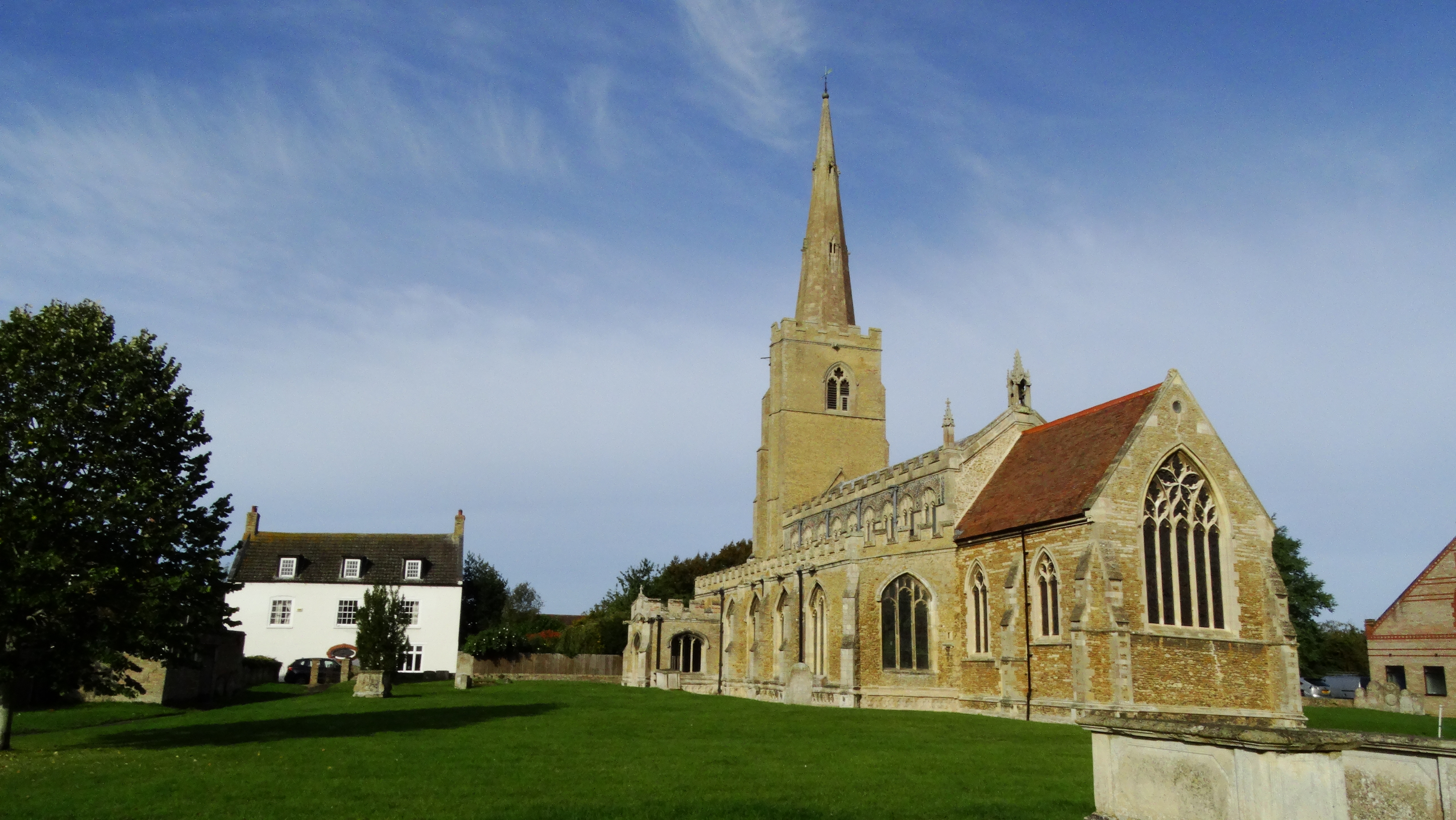
Koorzijde

De Sint-Wedendrakerk (Engels: St Wedendra's Church) is een beschermde parochiekerk van de Church of England in March in het Oost-Engelse Cambridgeshire. 

## Geschiedenis
De kerk is gewijd aan de lokale heilige Wedendra en bezat ook haar relieken. Ze werden in een schrijn geplaatst in de 7e-eeuwse kerk. Bij de Engelse Reformatie van 1534 zijn ze vernietigd, al wordt nog gezocht of ze toch niet deels zijn bewaard.
Het huidige kerkgebouw dateert grotendeels uit het midden van de 14e eeuw, en werd in verschillende fasen uitgebouwd tot 1528. In 1874 vond een restauratie plaats door W. Smith. Het koor kreeg toen een nieuw dak.
In 2023 werd vastgesteld dat de torenspits in slechte staat was. In afwachting van dringende reparaties werd het luiden van de klokken gestaakt en werd een fondsenwerving opgezet.

## Beschrijving
Het gaat om een gotische kerk met een basilicaal schip, waarbij een lichtbeuk uitsteekt boven de zijbeuken. De kroonlijst is versierd met waterspuwers. De spitse klokkentoren uit 1350-1400 heeft vier geledingen. Hij wordt geschoord door forse steunberen.
De middenbeuk heeft een bijzondere dakstoel versierd met engelen. Dit type dak wordt double hammerbeam genoemd. Er zijn zeven engelen per gebinte en 120 in totaal, naast 19 heiligen en martelaren. Het geheel is rond 1500 geschonken door William en Alice Dredeman. De uitvoering gebeurde in 1523-1526 door de gebroeders Rollesbury te Bacton.
De kerk bezit voorts een 12e-eeuwse doopvont, die nadien is bewerkt tot een achthoekige vorm.

## Voetnoten
1. 1 2  St Wendreda's Church, March, March Team Ministry (bezocht 10 januari 2025)
2. ↑  Finding St Wendreda’s relic: Historian makes breakthrough in Fenland church’s ancient mystery, Eastern Daily Press, 27 augustus 2011
3. ↑  Church of St Wendreda, Historic England (bezocht 10 januari 2025)
4. ↑  St Wen's spire appeal, March Team Ministry (bezocht 10 januari 2025)